# Крепость Теменос
Крепость Теменос (греч. Φρούριο Τεμένους) — византийская крепость на острове Крит в 18 км. к югу от Ираклиона рядом с деревней Профитис Илиас. Считалась самой важной крепостью византийского периода на Крите..

## История
В античности на холме находился город Ликастос. Крепость Теменос была построена византийским полководцем Никифором Фокой после отвоевания Крита у сарацин в 961 г. Его намерением было перенести столицу острова из выбранного мусульманами Хандака в более безопасное место, но из-за противодействия её жителей и важности тамошнего порта затея не удалась. Таким образом, крепость Теменос была предназначена для наблюдение за окрестностями.

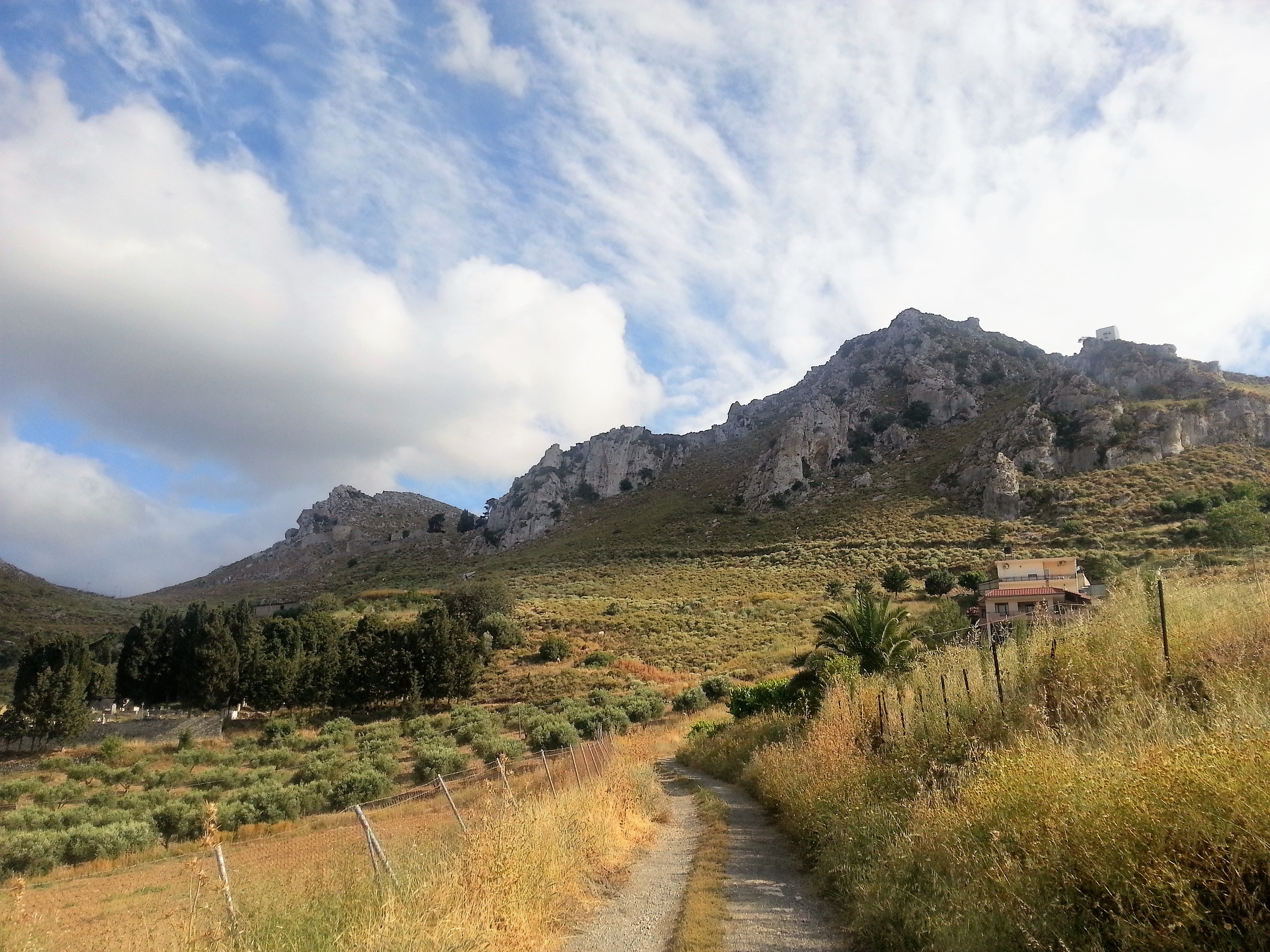
Вид на холм крепости.

Энрико Пескаторе восстановил крепость после захвата Крита в 1204 Генуей. Венецианцы также укрепили крепость после захвата острова в 1209 г. по Partitio terrarum imperii Romaniae. В 1212 году от восставшего греческого населения в крепости нашел убежище венецианский губернатор острова Якопо Тьеполо, власть над островом помог восстановить его соотечественник герцог Наксоса Марко Санудо.
На итальянском языке крепость известна, среди прочего, как Castello Temene. В венецианский период рядом с крепостью возник город, который сегодня называется Профитис Илиас..
Во время Кандийской войны в 1647 году крепость была взята турками, а потом — отбита венецианцами под командованием Жиля д’Хаса, также известного как Гилдасис, в то время как все османы были убиты, отсюда и турецкое название Канли Кастели, что означает «кровавый замок». После завоевания Кандии в 1669 году крепость была сдана туркам.

## Крепость
Расположена на возвышающемся холме Рокка к югу от деревни Профитис Илиас, где есть природный источник воды. Крепость намеренно построена так, чтобы её не было видно с моря из-за угрозы со стороны сарацин.
Занимает площадь около 60 га.. Сегодня на этом месте сохранились остатки стен и башен, большие водохранилища, а также посвященные Святому Георгию (Агиос Георгиос), Святой Параскевы (Агиа Параскеви), Деве Марии (Панагия) и Святому Антонию (Агиос Антониос) церкви.